# José María de Cossío y Martínez Fortún
José María de Cossío y Martínez Fortún (Valladolid, 25 de març de 1892 - Valladolid, 24 d'octubre de 1977) va ser un escriptor i polígraf espanyol. Membre de la Reial Acadèmia Espanyola i autor d'un monumental tractat taurí.

## Biografia
Va cursar a Valladolid la llicenciatura de Dret, i es va traslladar a Madrid a estudiar el doctorat. Més endavant va estudiar Filosofia i Lletres en la Universitat de Salamanca. El 1920 va editar la seva primera obra, un poemari titulat Epístolas para amigos. Es va convertir en figura habitual de les tertúlies madrilenyes i va col·laborar en publicacions com El Sol, Revista de Occidente i ABC. El 1948 ingressà en la Reial Acadèmia Espanyola amb el discurs «Lope de Vega, personaje de sus comedias» i va ocupar la butaca G. Va ser director dels cursos per a estrangers de la Universitat Internacional Menéndez Pelayo i va participar en la fundació de la revista Cruz y Raya, junt a José Bergamín, el 1933. Amb Antonio Díaz-Cañabate va iniciar una tertúlia en el cafè Aquarium de Madrid, i després la van traslladar al cafè Kutz i per fi al Lió d'Or, com a compte en la seva Historia de una tertulia (1952) el primer.
Expert i gran aficionat al món taurí, va ser amic de toreros com José Gómez "Joselito", Ignacio Sánchez Mejías, Rafael Ortega "El Gallo", Pepe Luis Vázquez, Antonio Bienvenida i Domingo Ortega. El 1934 inicià la redacció de la seva monumental obra dedicada a la tauromàquia, Los toros, en quatre volums, publicats entre 1943 i 1961.
Un dels seus col·laboradors en la seva magna obra sobre la tauromàquia va ser el poeta Miguel Hernández. Sembla que, després de la Guerra Civil, Cossío, ben relacionat en el bàndol dels vencedors, va utilitzar les seves influències per aconseguir que a Hernández se li commutés la condemna a mort per la cadena perpètua. Va ser amic també de poetes de la generació del 27 com Gerardo Diego, amb qui va mantenir una extensa correspondència.
De tots és coneguda la prodigalitat de José María de Cossío envers els seus amics durant llargs anys. Els últims anys va viure en la casa familiar pairal de Tudanca on va compartir menjades i llargues sobretaules amb el matrimoni format per la poetessa càntabra Matilde Camus i Justo Guisández.
Va escriure abundantment sobre autors espanyols del Segle d'Or, com Alonso de Ercilla, Luis de Góngora i Baltasar Gracián, entre molts altres. És autor d'una obra de referència sobre la mitologia en la poesia espanyola, Fábulas mitológicas en España (1952).
Va tenir una especial vinculació amb Cantàbria. Va escriure diversos llibres sobre autors muntanyesos, sobretot José María de Pereda, de qui va editar les Obras completas. Aficionat també al futbol, va exercir la presidència del Racing de Santander entre 1932 i 1936.
L'any 1962 va ser elegit president de l'Ateneo de Madrid.

## Obres principals
- 1931: Los toros en la poesía castellana. Estudio y antología. Premi Fastenrath de la Reial Acadèmia Espanyola.
- 1934: La obra literaria de Pereda, su historia y su crítica
- 1936: Correspondencias literarias del siglo XIX en la Biblioteca Menéndez y Pelayo
- 1936: Poesía Española Notas de asedio)
- 1939: Siglo XVII
- 1942: El romanticismo a la vista. Notas y estudios de crítica literaria. Tres estudios. La poesía de Don Alberto Lista. Don Alberto Lista, crítico teatral de «El Censor». Noticias de don Manuel de la Cuesta
- 1943-1961: Los Toros, tratado técnico e histórico
- 1948: Lope, personaje de sus obras
- 1952: Fábulas mitológicas de España
- 1954: La obra literaria de Pereda
- 1960: Cincuenta años de poesía española (1850-1900), 2 vol.
- 1973: Estudio sobre escritores montañeses